# Тимофій I Єрусалимський
Патріарх Тимофій I (1878-1955) - сто тридцять сьомий єпископ міста Єрусалима з часу, коли апостол Яків виступив таким, і дев'яносто четвертим Патріарх Єрусалима з часу проголошення єпархії Патріархатом IV Вселенським Собором.

## Життєпис
Піфагор Фемеліс народився в місті Самос 22 вересня 1878 року. Його батько Ніколас був священиком. Після закінчення середньої школи у вересні 1898 року він відправився до Єрусалиму, де був прийнятий до Богословської школи Хреста під захистом Саміоса Даміана. У 1905 році закінчив школу з відзнакою.
У березні 1906 року постригся в ченці й отримав ім’я Тимофій. Потім у квітні того ж року він був висвячений на диякона і виїхав до Англії, щоб вивчати англійську мову та археологію в Оксфордському університеті. У липні 1907 року повернувся і у вересні був призначений секретарем, адміністратором і помічником директора журналу Nea Sion. У листопаді його призначили бібліотекарем і вчителем Центральної жіночої школи та проповідником його церкви. У квітні 1910 року призначений секретарем Священного Патріаршого Синоду. У вересні 1912 року був призначений куратором Єрусалимських шкіл, а в січні 1914 року висвячений на старосту. У квітні 1917 року призначений Головним секретарем Гробу Господнього. Як головний секретар він заснував Палату жіночої праці, щоб допомогти нужденним жінкам знайти роботу.
18 листопада за наказом Джема-паші, який вважався англофілом, він був затриманий і у військовому супроводі доставлений до Дамаска. Однак після окупації Єрусалиму генералом Алленбі він повернувся в грудні 1918 року як член Патріаршого Синоду (архімандрит). Оскільки францисканці заявляли претензії на ряд будівель, у травні 1919 року Тимофій  написав апеляційну записку під назвою «Греки на Святій землі» та «Греки та францисканці у Святій Землі». Він збирав кошти на придбання нових книг для збагачення центральної бібліотеки Патріархату.
23 серпня 1921 року був обраний архієпископом Йорданії. У цей період він заснував археологічну службу Єрусалимського патріархату. 9 липня 1935 року обраний патріархом Єрусалимським.

## Публікації
- Η εις υπερορίαν απαγωγή του Πατριαρχείου Ιεροσολύμων και αι επακολουθήσασαι κρίσεις, 1917-1921, εν Ιερουσαλήμ, 1921 (Викрадення Єрусалимського патріархату та кризи 1917-1921 рр.)
- Η Ιερουσαλήμ και τα μνημεία αυτής, εν Ιερουσαλήμ 1932 (Єрусалим і його пам'ятники)
- Σκέψεις επί της ζωής του ανθρώπου ενταύθα και πέραν του τάφου, χ.χ. (Думки про людське життя тут і за могилою)